# Adolfo Donayre
Adolfo Donayre Jiménez fue un futbolista peruano que se desempeñó como defensa. Su estilo de juego limpio y elegante le valió el ápodo de "El Caballero del Deporte", nunca fue expulsado en toda su carrera. 
Ganó títulos importantes a lo largo de su carrera donde destaca su paso por el Centro Iqueño, club donde es ídolo y consiguió el único título de su historia.

## Trayectoria
Debutó en el Sport Bolognesi, de su natal Ica, donde obtuvo la fama suficiente para atraer a clubes de Lima y ser convocado a la Selección nacional. 
Fichó por el Centro Iqueño en 1954 y en verano de 1956 fue el primer refuerzo del naciente Sporting Cristal donde se armó un poderoso equipo con figuras como Antonio Sacco, Máximo Mosquera y Rafael Asca. Ese mismo año obtiene el Campeonato Peruano de Fútbol por primera vez en su carrera.
Regresó al Centro Iqueño en 1957 bajo la dirección del conocido entrenador Roberto Scarone, logrando el único título en su historia que lo convirtió en ídolo del club. 
Destacó también su paso por el Alianza Lima donde llegó para cubrir el puesto de otro gran defensa: Guillermo Delgado. Con el club victoriano obtuvo un bicampeonato, al lado de grandes futbolistas como Pedro Pablo León. Se retiró en 1969 en el Octavio Espinosa de su natal Ica.

## Selección Peruana
Con la Selección Nacional participó de la Copa América 1963 jugada en Bolivia.

## Director Técnico
Entrenó al Octavio Espinosa en los 70s.

## Clubes
| Club                      | País     | Año         |
| ------------------------- | -------- | ----------- |
| Sport Bolognesi (Ica)     | Perú     | 1952 - 1953 |
| Centro Iqueño             | Perú     | 1954 - 1955 |
| Sporting Cristal          | Perú     | 1956        |
| Centro Iqueño             | Perú     | 1957 - 1958 |
| Universitario de Deportes | Perú     | 1959        |
| Alianza Lima              | Perú     | 1960 - 1963 |
| América de Cali           | Colombia | 1964 - 1965 |
| Centro Iqueño             | Perú     | 1966 - 1967 |
| Octavio Espinosa          | Perú     | 1968 - 1969 |

## Palmarés
| Título                   | Club                      | País | Año  |
| ------------------------ | ------------------------- | ---- | ---- |
| Primera División de Perú | Sporting Cristal          | Perú | 1956 |
| Primera División de Perú | Centro Iqueño             | Perú | 1957 |
| Primera División de Perú | Universitario de Deportes | Perú | 1959 |
| Primera División de Perú | Alianza Lima              | Perú | 1962 |
| Primera División de Perú | Alianza Lima              | Perú | 1963 |